# Розаріу-Уесті (мікрорегіон)
14°50′09″ пд. ш. 56°25′40″ зх. д. / 14.835833° пд. ш. 56.427778° зх. д.

Розаріу-Уесті на карті штату Мату-Гросу

Розаріу-Уесті (порт. Microrregião de Rosário Oeste) — мікрорегіон в Бразилії. Входить в штат Мату-Гросу. Складова частина мезорегіону Південно-центральна частина штату Мату-Гросу. Населення становить 32 415 чоловік на 2006 рік. Займає площу 10 665,152 км². Густота населення — 3,0 чол./км².

## Склад мікрорегіону
До складу мікрорегіону включені наступні муніципалітети:
1. Акорізал
2. Жангада
3. Розаріу-Уесті

| Бразилія | Це незавершена стаття з географії Бразилії. Ви можете допомогти проєкту, виправивши або дописавши її. |